# Antonio Blanco (Fußballspieler)
Antonio Blanco Conde (* 23. Juli 2000 in Montalbán de Córdoba) ist ein spanischer Fußballspieler. Aktuell steht der Mittelfeldspieler bei Deportivo Alavés unter Vertrag.

## Karriere

### Im Verein
Blanco wurde in der südspanischen Gemeinde Montalbán de Córdoba geboren, wo er aufwuchs und im Alter von 7 Jahren beim örtlichen Fußballverein mit dem Fußballspielen begann. 2010 wechselte er nach Córdoba zum Séneca CF. Dort entwickelte er sich weiter und wechselte schließlich drei Jahre später ins Nachwuchsleistungszentrum des spanischen Rekordmeisters Real Madrid. Dort durchlief er die weiteren Jugendmannschaften und kam in den Jugendmannschaften regelmäßig sowohl in den nationalen Ligen als auch in der UEFA Youth League zum Einsatz. Zeitweise war er auch Kapitän seiner Mannschaft. Daneben wurde er 2018 auch erstmals in den Kader der zweiten Mannschaft von Real Madrid, Real Madrid Castilla, berufen, die in der damals drittklassigen Segunda División B spielten, kam jedoch nicht zum Einsatz. Zur Saison 2019/20 wurde er schließlich fester Bestandteil des Kaders von Real Madrid Castilla und konnte am 31. August 2019 sein Debüt im Herrenbereich beim 3:1-Sieg gegen Marino Luanco geben. Insgesamt kam er in der Saison in 23 Spielen zum Einsatz und konnte am 7. März 2020 beim 4:0-Sieg gegen den FC Coruxo auch ein erstes Tor erzielen. Danach wurde die Saison allerdings aufgrund der COVID-19-Pandemie abgebrochen. Auch in der Saison 2020/21 blieb er Stammspieler der Mannschaft. Daneben wurde er ab Januar 2021 erstmals auch in den Kader der ersten Mannschaft in der Primera División berufen. Nachdem er bei mehreren Spielen ohne Einsatz im Kader stand, gab er sein Debüt für Real Madrid schließlich am 18. April 2021 beim 0:0-Unentschieden gegen den FC Getafe, als er in der 65. Spielminute für Rodrygo eingewechselt wurde. Drei Tage später stand er beim 3:0-Sieg gegen den FC Cadiz erstmals sogar in der Startformation der Madrilenen. In der Saison kam er insgesamt viermal für Real Madrid zum Einsatz und spielte zudem in 19 Spielen für Real Madrid Castilla.
Auch zu Beginn der Saison 2021/22 gehörte er unter dem neuen Trainer Carlo Ancelotti zunächst zum Kader der ersten Mannschaft, kam daneben aber auch noch bei Real Madrid Castilla zum Einsatz. Er kam in der ersten Mannschaft allerdings nur zu einem Einsatz in der Liga, als er beim 6:1-Sieg gegen den RCD Mallorca in der 60. Spielminute für Eduardo Camavinga eingewechselt wurde. Daneben konnte er am 24. November 2021 beim 3:0-Sieg gegen den FC Sheriff Tiraspol in der Champions League debütieren. In der zweiten Saisonhälfte stand er allerdings nicht mehr im Kader in der Primera División und wurde lediglich bei Real Madrid Castilla eingesetzt, deren Kapitän er jedoch wurde.
Im August 2022 wechselte Blanco auf Leihbasis zum Ligakonkurrenten FC Cádiz, um dort Spielpraxis auf hochklassigem Niveau sammeln zu können. Er debütierte am 3. Spieltag bei der 0:4-Niederlage gegen Athletic Bilbao, bei der er auch in der Startformation seiner Mannschaft stand. Daraufhin kam er bei der 0:3-Niederlage gegen Celta Vigo am folgenden Spieltag erneut zum Einsatz, dies blieb jedoch sein letztes Spiel in der Startformation. Seither steht er zwar noch im Kader der Mannschaft, kam aber bis auf einen weiteren Kurzeinsatz zu keiner weiteren Spielzeit.
Aufgrund der wenigen Spielzeit für Blanco brach Real Madrid die Leihe im Januar 2023 ab. Blanco wechselte daraufhin umgehend für den Rest der Saison auf Leihbasis zum Zweitligisten Deportivo Alavés. Nach der Leihe wurde er fest verpflichtet und unterschrieb bei Deportivo Alavés einen Vertrag bis Sommer 2027.

### In der Nationalmannschaft
Im September 2016 wurde Blanco erstmals in den Kader der spanischen U-17-Nationalmannschaft berufen. Sein Debüt gab er am 19. September 2016 beim 4:0-Sieg gegen Nordirland. Nachdem er sich mit der Mannschaft erfolgreich für die U-17-Fußball-Europameisterschaft 2017 in Kroatien qualifizieren konnte, gehörte er auch dem Kader der Spanier bei dem Turnier als Stammspieler an. So hatte er einen entscheidenden Anteil daran, dass die spanische Auswahl am Ende des Turniers das Finale gegen England mit 6:3 nach Elfmeterschießen gewinnen konnte. Somit war die Mannschaft auch automatische für die Endrunde der U-17-Fußball-Weltmeisterschaft 2017 in Indien qualifiziert. Auch dort erreichte Blanco mit seiner Mannschaft erneut das Finale, das diesmal allerdings mit 2:5 gegen England verloren wurde. Ab 2018 wurde Blanco in den Kader der spanischen U-19-Nationalmannschaft berufen, sein Debüt gab er am 10. Oktober 2018 beim 5:0-Sieg gegen Andorra. Auch mit der U-19 konnte er sich für die EM qualifizieren, diesmal für die U-19-Fußball-Europameisterschaft 2019 in Armenien. Auch diese konnte er mit seiner Mannschaft gewinnen, beim 2:0-Sieg gegen Portugal im Finale stand er die gesamte Spielzeit auf dem Feld. Aufgrund seiner starken Leistungen wurde er in die offizielle Mannschaft des Turniers gewählt.
Blanco wurde für die Finalrunde der U21-Europameisterschaft 2021, die von Ende Mai bis Anfang Juni 2021 stattfand, erstmals in den Kader der U21-Nationalmannschaft berufen, kam im Viertelfinale und beim Halbfinal-Aus jedoch nicht zum Einsatz. Nachdem sich der spanische Nationalspieler Sergio Busquets mit COVID-19 infiziert hatte, entschied der spanische Fußballverband, zum Freundschaftsspiel gegen Litauen am 8. Juni 2021 die Spieler der U21 spielen zu lassen. Blanco gab bei diesem Spiel sein Debüt als A-Nationalspieler, als er im Laufe der zweiten Halbzeit eingewechselt wurde. Spanien gewann das Spiel mit 4:0.
Im September 2021 debütierte Blanco im Rahmen der Qualifikation zur U21-Europameisterschaft 2023 in der U21.

## Erfolge
Nationalmannschaft
- U19-Europameister: 2019
- U17-Europameister: 2017

Verein
- Champions-League-Sieger: 2022
- Spanischer Meister: 2022
- UEFA-Youth-League-Sieger: 2020